# Ligne C du Mettis de Metz
La ligne C du Mettis de Metz est une ligne de bus à haut niveau de service dont la mise en service originellement prévue en 2025 est reportée à 2027, elle doit relier la Place Mazelle à Metz jusqu'à Marly en reprenant la quasi-totalité du parcours de l'actuelle ligne L2,.

## Histoire
Une desserte intégrée au réseau T.C.R.M. voit le jour en 1976 entre Metz et Montigny-lès-Metz à Marly sous le nom de Marly Bus dont l'exploitation est confiée aux Courriers Mosellans.
Celle-ci prend le numéro 16 sur le réseau, dans les années 1980.
À la suite de la mise en service du réseau Le Met' le 7 octobre 2013, elle devient une ligne de type "Liane" et se voit numérotée L2 en reprenant l'intégralité du parcours et des arrêts.
Cependant, la desserte des lotissements de Marly est abandonnée à la suite d'un mécontentement des riverains, portant sur les nuisances provoquées par l'incessant passage des bus (un véhicule toutes les 10 minutes en semaine) devant leurs domiciles. Afin de poursuivre la desserte de la ligne L2, la navette N82 est créée le 31 août 2015 en adaptant les fréquences de passage et en affectant un véhicule de faible capacité.
L'exploitation de la ligne L2 est reprise en "propre" par les T.A.M.M. le 3 septembre 2018.

## Tracé et stations
La ligne C, longue de 10,0 kilomètres, comptera 21 stations dont 3 en correspondance avec les lignes A et B.
- Départ : Mazelle Ranconval
- Terminus : Marly P+R

## Matériel roulant
À la suite de la faillite du constructeur belge Van Hool survenue en avril 2024, qui devait produire 15 véhicules ExquiCity de 24 mètres de long et fonctionnant à l'hydrogène spécialement prévus pour cette nouvelle ligne, le choix se porte finalement sur un bus articulé classique fonctionnant à l'aide de cette même source d'énergie.
C'est le constructeur Solaris qui est retenu, celui-ci fournira une flotte du modèle Urbino 18 IV Hydrogen.

## Centre de maintenance
L'ensemble des véhicules de la ligne Mettis C seront remisés et entretenus au futur Centre d'Exploitation et de Maintenance de Frescaty, situé sur la commune de Marly.
Cette infrastructure sera spécialement conçue pour remiser les bus à hydrogène, ce que ne permet pas le Centre d'Exploitation et de Maintenance (C.D.E.M.) des Intendants Joba en raison de son implantation à proximité d'une voie ferrée et d'habitations.

## Projets
Une station supplémentaire sera ultérieurement construite au delà de celle de la Place Mazelle : il s'agira du terminus définitif Ranconval.
Situé sur l'actuel site de la caserne des pompiers qui doit être libéré d'ici 2025, ce terminus desservira le centre d'un éco-quartier pourvu d'au moins 320 logements neufs, également très proche de la Porte des Allemands.

## Galerie

### Avant la mise en service

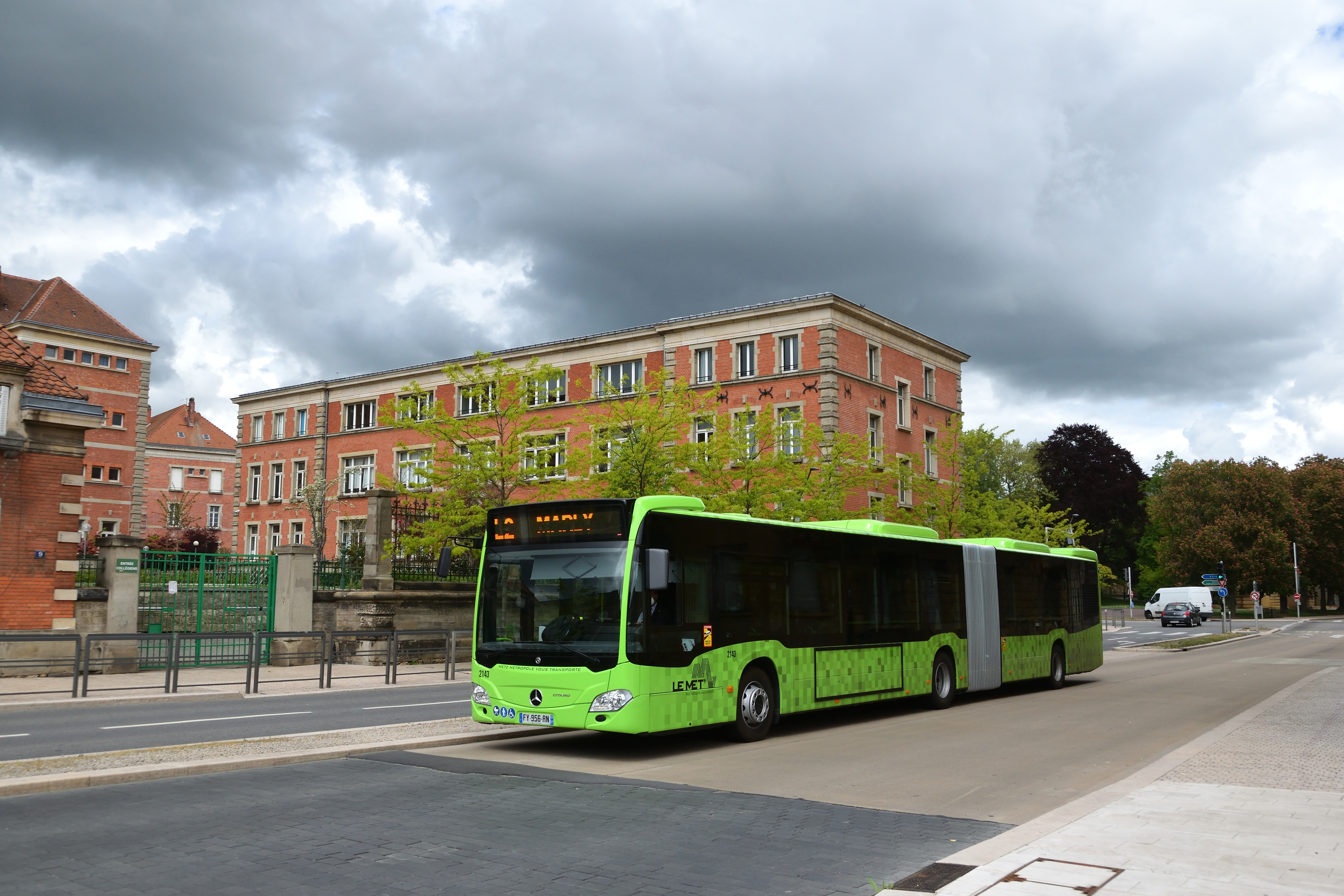
Un autobus articulé sur la liane L2 circulant sur la voie B.H.N.S. près de la station Roi George en direction du terminus Marly.
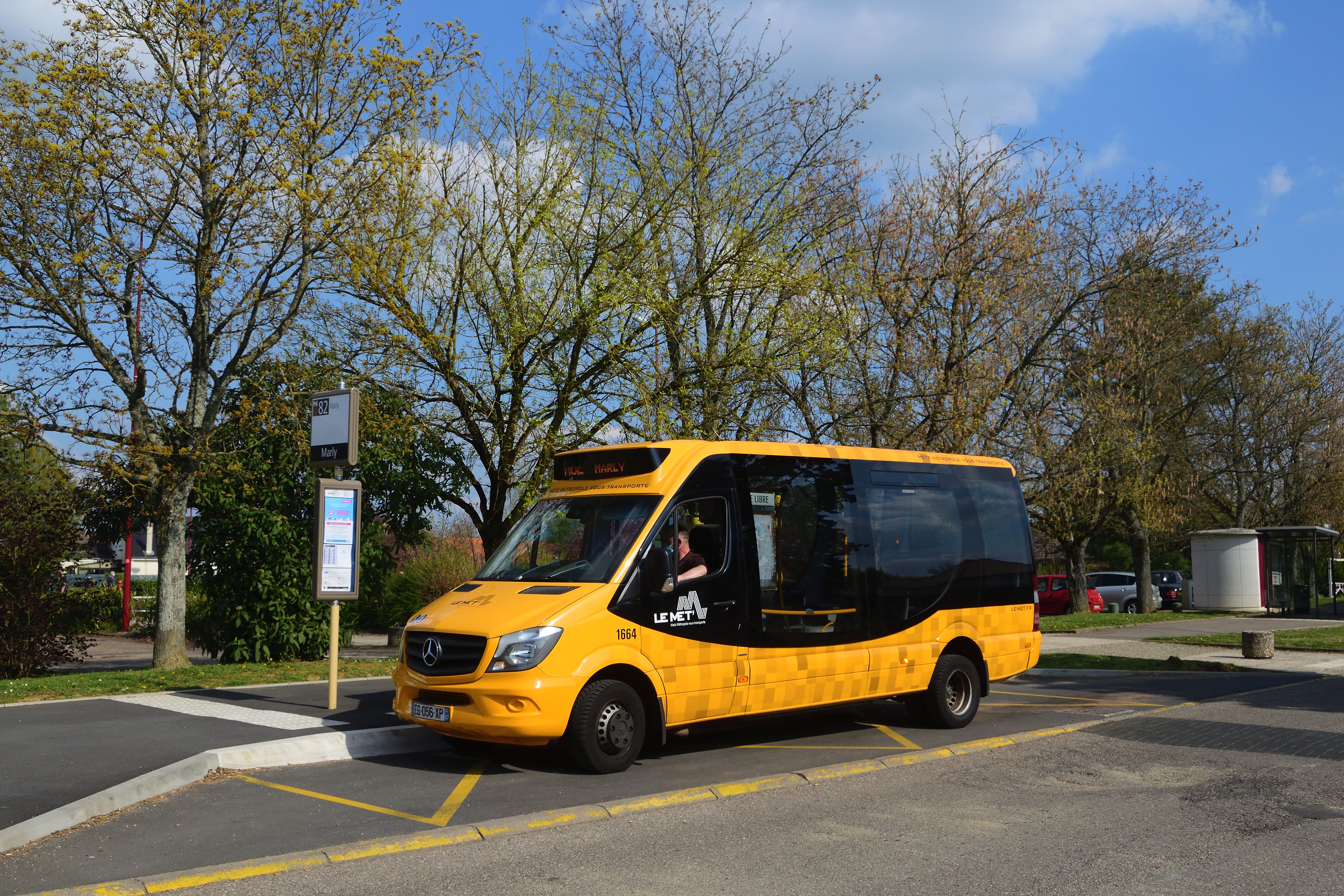
Un minibus de la navette N82 assure la desserte des lotissements de Marly en connexion avec l'actuelle liane L2.
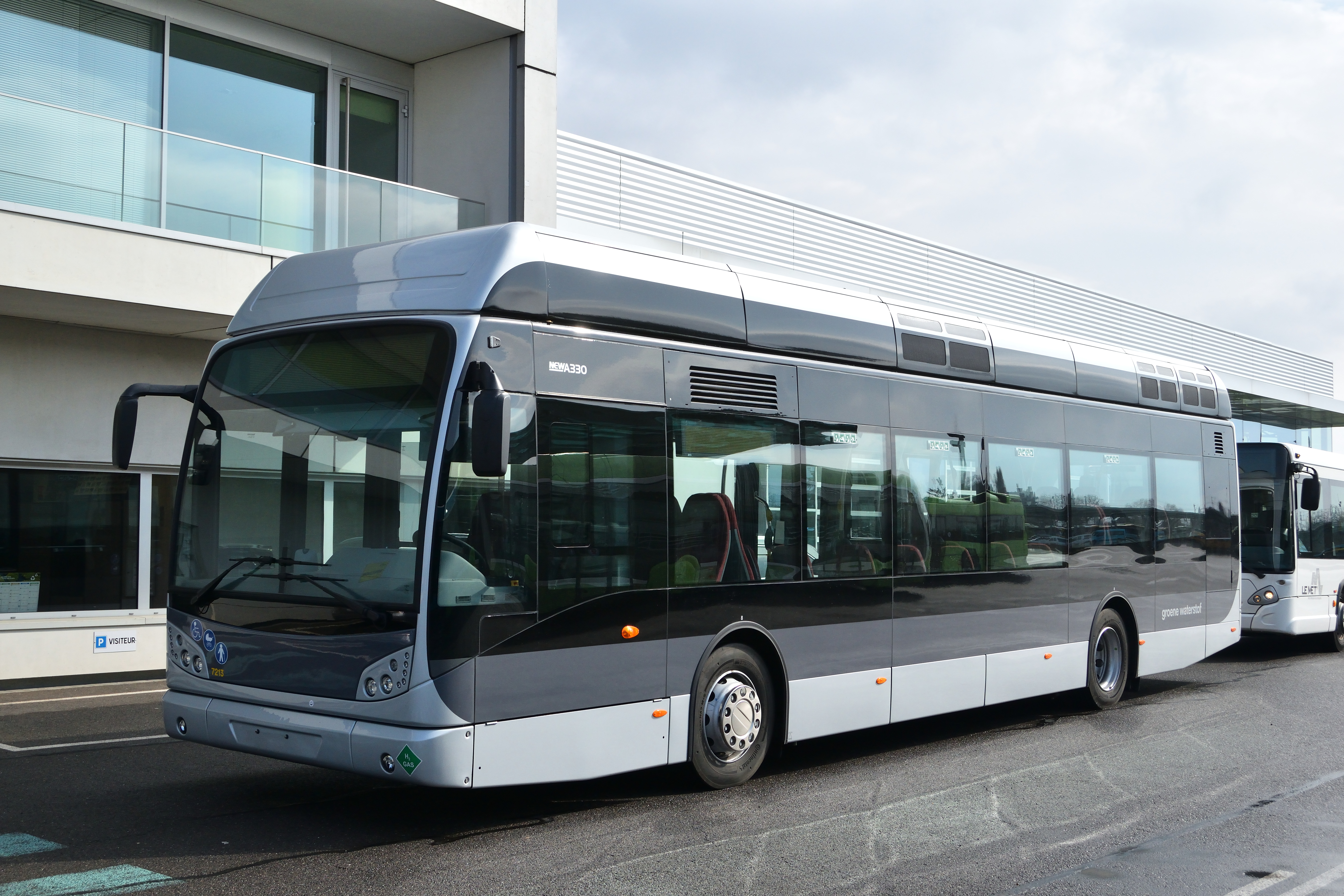
Un autobus à hydrogène Van Hool New A 330 en démonstration sur le réseau Le Met' en 2021.